# Giang Sơn (xã)
Giang Sơn là một xã thuộc huyện Gia Bình, tỉnh Bắc Ninh, Việt Nam.

## Đền Du Tràng
Đền Du Tràng thờ hai vị tướng vốn là người Du Tràng nhưng không thuần phục sứ quân Lý Khuê, sau họ đem theo quân lính về Hoa Lư gia nhập lực lượng Đinh Bộ Lĩnh và có công dẹp loạn 12 sứ quân, lập ra triều đại nhà Đinh.